# کینی یا
کینی یا (به انگلیسی: Kiniye) یک روستا در هند است که در منطقه بلگایوم واقع شده‌است.